# انسان‌شناسی فلسفی
مردم‌شناسی فلسفی یا فلسفه سرشت انسان موضوعی بحث برانگیزی بین فلاسفه؛ خصوصاً فلاسفه سیاسی بوده‌است. چهار سؤال مهم و هنوز کاملاً حل نشده در این موضوع اینها هستند که:
- ۱- آیا ماهیت انسان تغییر پذیر و شکل و فرم گیر است یا اینکه ثابت و غیرقابل تغییر می‌ باشد؟
- ۲- تا چه حد سرشت بشر ناشی از وضعیت بدنی و فیزیکی او بوده و چقدر آن ناشی از تأثیرات اجتماعی و فرهنگی می‌باشد؟ جواب به این سؤال چه نتایجی برای تدوین فلسفه سیاسی می‌تواند داشته باشد؟
- ۳- آیا سرشت انسان و انگیزه‌های او بیشتر تحت تأثیر شرایط واقعی شخصی بوده یا اینکه بر عکس مقایسه‌ای که شخص با اطرافیانش انجام می‌دهد مهم تر می‌باشد؟
- ۴- آیا ممکن است که بتوان فلسفه سیاسی را طوری بیان و پایه‌گذاری کرد که فارغ از انجام هرگونه فرض جدال‌آمیز دربارهٔ سرشت انسان باشد؟

هر چند فلاسفه موفق به جواب نهایی به این چهار سؤال نشده‌اند ولی پیشرفت‌هایی در زمینه نحوه تفکر منظم و سیستماتیک دربارهٔ آن‌ها داشته‌اند.

## تغییرپذیری سرشت انسان
فلاسفه معتقد به کمال انسان
از مهم‌ترین فیلسوفان این گروه ارسطو می‌باشد که بین ماهیت انسان به شکل تربیت نشده‌اش و ماهیت انسان پس از تغییر و تحول درونی و کسب آگاهی‌اش نسبت به ذات درونی‌اش تمایز قائل می‌شود. در نظر ارسطو این تحول درونی به کمک علم اخلاق می‌تواند انجام پذیرد.
آن دسته از فلاسفه که معتقد به کمال انسان هستند خود به دو دسته تقسیم می‌شوند: طبیعت گراها و ضد طبیعت گراها.
فلاسفه معتقد به تغییرناپذیری سرشت انسان
تمامی فلاسفه معتقد به تغییرناپذیری سرشت انسان طبیعت گرا هستند.